# Kim Leine
Kim Leine Rasmussen (Bø, Telemark, 28 de agosto de 1961) escritor danonoruego galardonado en 2013 con el Premio de Literatura del Consejo Nórdico por Profeterne i Evighedsfjorden (traducido al castellano como El fiordo de la eternidad).
Nacido en Noruega en el seno de una familia de testigos de Jehová, se trasladó a Dinamarca a los 17 años, allí estudió enfermería. Más tarde se trasladó a Groenlandia donde vivió 15 años y en la actualidad vive en Copenhague. Ha traducido varias de sus obras del danés al noruego.

## Obras
- Kalak (2007)
- Valdemarsdag (2008)
- Tunu (2009)
- Profeterne i Evighedsfjorden (2012)
- Afgrunden (2015)